# Hieracium favratii
Hieracium favratii es una especie de planta con flor del género Hieracium, de la familia Asteraceae, orden Asterales.

## Distribución
Hieracium favratii se distribuye por Suiza y Francia.

## Taxonomía
Fue descrita científicamente por Murat ex Gremli.
Tratamiento taxonómico
La especie aparece registrada y publicada en Excursionsfl. Schweiz.